# Смоленські князі

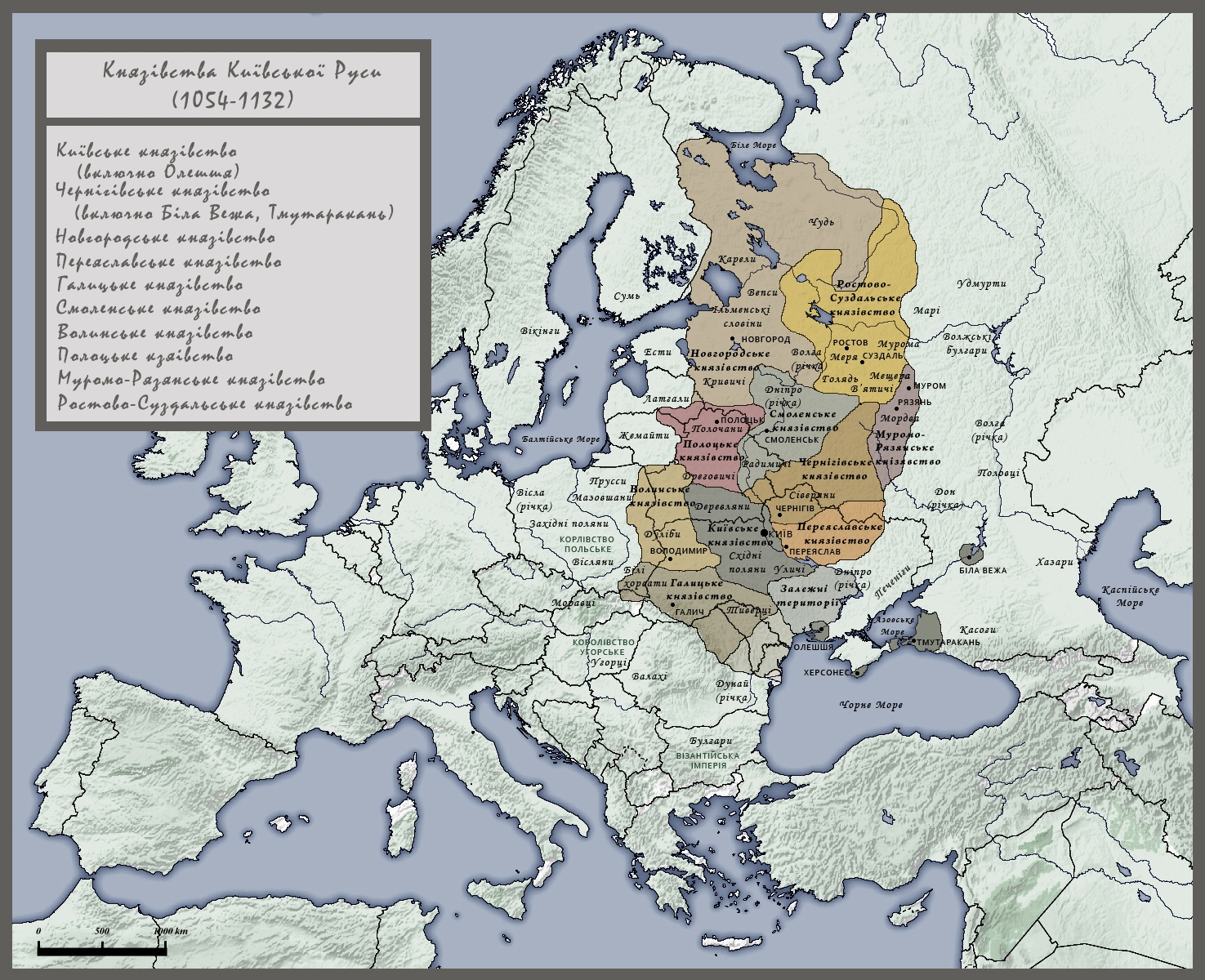
Князівства Київської Русі у 1054 - 1132 рр.

Смоленське князівство — князівство Русі, яке існувало з 1127 по 1404 рік. Займало територію біля витоків і верхньої частини Дніпра. Столиця — місто Смоленськ.

## Рюриковичі
- Станіслав Володимирович (1010–1015)
- В'ячеслав Ярославич (1054—1057)
- Ігор Ярославич (1057—1060)
- Володимир Мономах (1073—1078)
- Мстислав Великий (1093—1095)
- Ізяслав Володимирович (1095)
- Давид Святославич (1095—1097)
- Святослав Володимирович (1097—1113)
- Ярополк Володимирович (1082—1139)
- В'ячеслав Володимирович (1113—1125)

## ДинастіяРостиславичів
- Ростислав I Мстиславич 1127-1159
- Роман I Ростиславич 1159-1171
- Ярополк Романович 1171-1172
- Роман I Ростиславич (удруге) 1172-1174
- Ярополк Романович (удруге) 1174-1175
- Мстислав I Ростиславич Хоробрий 1175-1176
- Роман I Ростиславич (втретє) 1176-1180
- Давид Ростиславич 1180-1197
- Мстислав II Романович Старий 1197-1213
- Володимир Рюрикович 1213-1219
- Мстислав III Давидович 1219-1230
- Ростислав II Мстиславич 1230-1232
- Святослав I Мстиславич 1232-1239
- Всеволод Мстиславич 1239-1249
- Гліб I Ростиславич 1249-1278
- Михайло Ростиславич 1278-1279
- Федір Ростиславич Чорний 1279-1297
- Олександр Глібович 1297-1313
- Іван Олександрович 1313-1359
- Святослав II Іванович 1359-1386
- Юрій Святославич 1386-1392
- Гліб II Святославич 1392-1395
- Роман II Михайлович 1395-1401
- Юрій Святославич (вдруге) 1401-1405

У 1405 році Великий князь Литовський і Руський, Вітовт приєднав Смоленське князівство до своїх володінь.